# Championnat d'Angleterre de football de troisième division 2010-2011
Navigation
Édition précédente Édition suivante
La saison 2010-2011 de League One est la quatre-vingt-cinquième édition de la troisième division anglaise, la septième sous son nom actuel et la dix-neuvième sous sa forme actuelle.
Les vingt-quatre clubs participants au championnat sont confrontés à deux reprises aux vingt-trois autres. À la fin de la saison, les deux premiers sont promus en Championship et les quatre suivants s'affrontent en barrages pour une place dans la division supérieure. Les quatre derniers sont quant à eux relégués en League Two.
Brighton & Hove Albion termine champion à l'issue de la saison et accède au Championship, de même pour son dauphin Southampton et Huddersfield Town, troisième et vainqueur des barrages de promotion. Dans le même temps, les quatre derniers Bristol Rovers, Dagenham & Redbridge, Plymouth Argyle et Swindon Town sont quant à eux relégués en League Two.

## Les 24 clubs participants

Localisation des clubs engagés dans le championnat.

| Club                     | Stade                        | Capacité | Ville         |
| ------------------------ | ---------------------------- | -------- | ------------- |
| Bournemouth              | Dean Court                   | 9 600    | Bournemouth   |
| Brentford                | Griffin Park                 | 12 763   | Londres       |
| Brighton and Hove Albion | Withdean Stadium             | 8 850    | Brighton      |
| Bristol Rovers           | Memorial Stadium             | 11 916   | Bristol       |
| Carlisle United          | Brunton Park Stadium         | 16 981   | Carlisle      |
| Charlton Athletic        | The Valley                   | 27 111   | Londres       |
| Colcheste United         | Colchester Community Stadium | 10 000   | Colchester    |
| Dagenham & Redbridge     | Victoria Road                | 6 078    | Londres       |
| Exeter City              | St James Park                | 9 036    | Exeter        |
| Hartlepool United        | Victoria Park (en)           | 7 691    | Hartlepool    |
| Huddersfield Town        | Galpharm Stadium             | 24 500   | Huddersfield  |
| Leyton Orient            | Matchroom Stadium            | 9 271    | Londres       |
| Milton Keynes Dons       | Denbigh Stadium              | 22 000   | Milton Keynes |
| Notts County             | Meadow Lane                  | 21 388   | Nottingham    |
| Oldham Athletic          | Boundary Park                | 10 638   | Oldham        |
| Peterborough United      | London Road Stadium          | 15 460   | Peterborough  |
| Plymouth Argyle          | Home Park                    | 19 500   | Plymouth      |
| Rochdale                 | Spotland Stadium             | 10 249   | Rochdale      |
| Sheffield Wednesday      | Hillsborough                 | 39 812   | Sheffield     |
| Southampton              | St Mary's Stadium            | 32 689   | Southampton   |
| Swindon Town             | The County Ground            | 15 728   | Swindon       |
| Tranmere Rovers          | Prenton Park                 | 16 567   | Birkenhead    |
| Walsall                  | Bescot Stadium               | 11 300   | Walsall       |
| Yeovil Town              | Huish Park                   | 9 978    | Yeovil        |

## Compétition

### Classement
Le classement est établi sur le barème de points classique (victoire à 3 points, match nul à 1, défaite à 0).
Pour départager les égalités, on tient d'abord compte de la différence de buts générale, puis du nombre de buts marqués, puis des confrontations directes et enfin si la qualification ou la relégation est en jeu, les deux équipes jouent une rencontre d'appui sur terrain neutre.
| Rang | Équipe                   | Pts   | J  | G  | N  | P  | Bp  | Bc | Diff |
| ---- | ------------------------ | ----- | -- | -- | -- | -- | --- | -- | ---- |
| 1    | Brighton and Hove Albion | 95    | 46 | 28 | 11 | 7  | 85  | 40 | +45  |
| 2    | Southampton              | 92    | 46 | 28 | 8  | 10 | 86  | 38 | +48  |
| 3    | Huddersfield Town        | 87    | 46 | 25 | 12 | 9  | 77  | 48 | +29  |
| 4    | Peterborough United R    | 79    | 46 | 23 | 10 | 13 | 106 | 75 | +31  |
| 5    | Milton Keynes Dons       | 77    | 46 | 23 | 8  | 15 | 67  | 60 | +7   |
| 6    | Bournemouth P            | 71    | 46 | 19 | 14 | 13 | 75  | 54 | +21  |
| 7    | Leyton Orient            | 70    | 46 | 19 | 13 | 14 | 71  | 62 | +9   |
| 8    | Exeter City              | 70    | 46 | 20 | 10 | 16 | 66  | 71 | -5   |
| 9    | Rochdale P               | 68    | 46 | 18 | 14 | 14 | 63  | 55 | +8   |
| 10   | Colcheste United         | 62    | 46 | 16 | 14 | 16 | 57  | 63 | -6   |
| 11   | Brentford                | 61    | 46 | 17 | 10 | 19 | 55  | 62 | -7   |
| 12   | Carlisle United          | 59    | 46 | 16 | 11 | 19 | 60  | 62 | -2   |
| 13   | Charlton Athletic        | 59    | 46 | 15 | 14 | 17 | 62  | 66 | -4   |
| 14   | Yeovil Town              | 59    | 46 | 16 | 11 | 19 | 56  | 66 | -10  |
| 15   | Sheffield Wednesday R    | 58    | 46 | 16 | 10 | 20 | 67  | 67 | 0    |
| 16   | Hartlepool United        | 57    | 46 | 15 | 12 | 19 | 47  | 65 | -18  |
| 17   | Tranmere Rovers          | 56    | 46 | 15 | 11 | 20 | 53  | 60 | -7   |
| 18   | Oldham Athletic          | 56    | 46 | 13 | 17 | 16 | 53  | 62 | -9   |
| 19   | Notts County P           | 50    | 46 | 14 | 8  | 24 | 46  | 60 | -14  |
| 20   | Walsall                  | 48    | 46 | 12 | 12 | 22 | 56  | 75 | -19  |
| 21   | Dagenham & Redbridge P   | 47    | 46 | 12 | 11 | 23 | 52  | 70 | -18  |
| 22   | Bristol Rovers           | 45    | 46 | 11 | 12 | 23 | 48  | 82 | -34  |
| 23   | Plymouth Argyle R        | 42-10 | 46 | 15 | 7  | 24 | 51  | 74 | -23  |
| 24   | Swindon Town             | 41    | 46 | 9  | 14 | 23 | 50  | 72 | -22  |

| Légende : Qualifications et relégations | Légende : Qualifications et relégations                     |
| --------------------------------------- | ----------------------------------------------------------- |
|                                         | Promu en Championship                                       |
|                                         | Qualification pour les barrages d'accession en Championship |
|                                         | Relégation en League Two                                    |
|                                         | R : Relégué en 2009-2010 P : Promu en 2009-2010             |

1. ↑  Plymouth Argyle se voit retirer dix points pour des raisons financières[1].

### Barrages
|  | Demi-finales     | Demi-finales | Demi-finales | Demi-finales |              |   | Finale | Finale | Finale |  |  |  |  |  |  |  |
|  |                  |              |              |              |              |   |        |        |        |  |  |  |  |  |  |  |
|  |                  |              |              |              |              |   |        |        |        |  |  |  |  |  |  |  |
|  |                  |              |              |              |              |   |        |        |        |  |  |  |  |  |  |  |
|  | (3) Huddersfield | 1            | 3            | 4            |              |   |        |        |        |  |  |  |  |  |  |  |
|  | (3) Huddersfield | 1            | 3            | 4            |              |   |        |        |        |  |  |  |  |  |  |  |
|  | (6) Bournemouth  | 1            | 3            | 2            |              |   |        |        |        |  |  |  |  |  |  |  |
|  | (6) Bournemouth  | 1            | 3            | 2            | Huddersfield | 0 |        |        |        |  |  |  |  |  |  |  |
|  |                  |              |              |              | Huddersfield | 0 |        |        |        |  |  |  |  |  |  |  |
|  |                  | Peterborough | 3            |              |              |   |        |        |        |  |  |  |  |  |  |  |
|  | (4) Peterborough | Peterborough | 3            | 2            | 2            |   |        |        |        |  |  |  |  |  |  |  |
|  | (4) Peterborough |              |              |              |              |   |        |        |        |  |  |  |  |  |  |  |
|  | (5) MK Dons      | 3            | 0            |              |              |   |        |        |        |  |  |  |  |  |  |  |
|  | (5) MK Dons      | 3            | 0            |              |              |   |        |        |        |  |  |  |  |  |  |  |

|  | Tirs au but |

|  | Score de l'équipe recevant |

## Bilan de la saison
| Promotions et relégations       |                                                                  |
| Relégués de Championship League | Sheffield United Scunthorpe United Preston North End             |
| Promus en Championship League   | Brighton and Hove Albion Southampton Peterborough United         |
| Relégués en League Two          | Dagenham & Redbridge Bristol Rovers Plymouth Argyle Swindon Town |
| Promus de League Two            | Chesterfield Bury Wycombe Wanderers Stevenage                    |

## Statistiques

### Meilleurs buteurs
|    | Buteur                  | Club                              | Nb de Buts |
| -- | ----------------------- | --------------------------------- | ---------- |
| 1  | Craig Mackail-Smith     | Peterborough United               | 27         |
| 2  | Glenn Murray            | Brighton                          | 22         |
| 3  | Rickie Lambert          | Southampton                       | 21         |
| 3  | Bradley Wright-Phillips | Plymouth Argyle/Charlton Athletic | 21         |
| 5  | Ashley Barnes           | Brighton                          | 17         |
| 5  | Jamie Cureton           | Exeter City                       | 17         |
| 5  | Will Hoskins            | Bristol Rovers                    | 17         |
| 5  | Gary Jones              | Rochdale                          | 17         |
| 9  | Jordan Rhodes           | Huddersfield Town                 | 16         |
| 10 | Dean Bowditch           | Yeovil Town                       | 15         |
| 10 | George Boyd             | Peterborough United               | 15         |